# Herbert Schmalstieg
Herbert Schmalstieg (ur. 19 maja 1943 w Hanowerze) – niemiecki ekonomista, urzędnik, marketingowiec i polityk, w latach 1972–2006 nadburmistrz Hanoweru.

## Życiorys
Urodzony 19 maja 1943 w Hanowerze, w którym spędził całe swoje życie zawodowe, pracując między innymi jako ekonomista, specjalista do spraw reklamy, dyrektor Wydziału Miejskiej Kasy Oszczędności, od 1968 radny miejski, w latach 1972–2006 nadburmistrz miasta, a w latach 1973–1982 dodatkowo przewodniczący Związku Miast Dolnosaksońskich, w którego prezydium zasiadał do 2007.
W 1968 był współzałożycielem hanowerskiego Klubu Voltaire. Politycznie związany z Socjaldemokratyczną Partią Niemiec, przez trzydzieści cztery lata pełnił funkcję przewodniczącego lub zastępcy przewodniczącego Rady Nadzorczej Deutsche Messe AG.
Honorowy prezydent Międzynarodowego Stowarzyszenia Miast i Regionów Expo, a także honorowy obywatel Hanoweru, Hiroszimy i Nowego Orleanu. Odznaczony między innymi Krzyżem Komandorskim Orderu Izabeli Katolickiej, Orderu Zasługi Rzeczypospolitej Polskiej oraz Orderu Imperium Brytyjskiego.
Dzięki jego staraniom, 29 października 1979 podpisano umowę partnerską między Hanowerem a Poznaniem. W 1999, „uznając zasługi Pana Herberta Schmalstiega dla Miasta Poznania i regionu Wielkopolskiego oraz za Jego osobiste zaangażowanie w umacnianie więzów przyjaźni między Poznaniem a Hanowerem”, Rada Miasta Poznania przyznała mu odznaczenie „Zasłużony dla Miasta Poznania”.
W październiku 2006 otrzymał od Towarzystwa im. Hipolita Cegielskiego honorową statuetkę Hipolita.